# Selección de fútbol sub-17 de los Emiratos Árabes Unidos
La selección de fútbol sub-17 de los Emiratos Árabes Unidos, conocida también como la Selección infantil de fútbol de UAE, es el equipo que representa al país en la Copa Mundial de Fútbol Sub-17, la Copa de Naciones del Golfo Sub-17 y en el Campeonato Sub-16 de la AFC, y es controlada por la Federación de Fútbol de los Emiratos Árabes Unidos.

## Palmarés
- Copa de Naciones del Golfo Sub-17: 2

2006, 2009

## Estadísticas

### Copa de Naciones del Golfo Sub-17
| Año   | Ronda      | J  | G  | E1 | P | GF | GC |
| ----- | ---------- | -- | -- | -- | - | -- | -- |
| 2003  | 3.er lugar | 5  | 3  | 0  | 2 | 17 | 8  |
| 2006  | Campeón    | 5  | 4  | 1  | 0 | 13 | 1  |
| 2008  | Finalista  | 3  | 2  | 0  | 1 | 6  | 3  |
| 2009  | Campeón    | 4  | 4  | 0  | 0 | 10 | 1  |
| Total | 4/4        | 17 | 13 | 1  | 3 | 46 | 13 |

### Mundial Sub-17
| Año   | Ronda            | J            | G            | E1           | P            | GF           | GC           |
| ----- | ---------------- | ------------ | ------------ | ------------ | ------------ | ------------ | ------------ |
| 1985  | No clasificó     | No clasificó | No clasificó | No clasificó | No clasificó | No clasificó | No clasificó |
| 1987  | No clasificó     | No clasificó | No clasificó | No clasificó | No clasificó | No clasificó | No clasificó |
| 1989  | No clasificó     | No clasificó | No clasificó | No clasificó | No clasificó | No clasificó | No clasificó |
| 1991  | Fase de grupos   | 3            | 0            | 1            | 2            | 5            | 10           |
| 1993  | No clasificó     | No clasificó | No clasificó | No clasificó | No clasificó | No clasificó | No clasificó |
| 1995  | No clasificó     | No clasificó | No clasificó | No clasificó | No clasificó | No clasificó | No clasificó |
| 1997  | No clasificó     | No clasificó | No clasificó | No clasificó | No clasificó | No clasificó | No clasificó |
| 1999  | No clasificó     | No clasificó | No clasificó | No clasificó | No clasificó | No clasificó | No clasificó |
| 2001  | No clasificó     | No clasificó | No clasificó | No clasificó | No clasificó | No clasificó | No clasificó |
| 2003  | No clasificó     | No clasificó | No clasificó | No clasificó | No clasificó | No clasificó | No clasificó |
| 2005  | No clasificó     | No clasificó | No clasificó | No clasificó | No clasificó | No clasificó | No clasificó |
| 2007  | No clasificó     | No clasificó | No clasificó | No clasificó | No clasificó | No clasificó | No clasificó |
| 2009  | Octavos de final | 4            | 2            | 0            | 2            | 3            | 6            |
| 2011  | No clasificó     | No clasificó | No clasificó | No clasificó | No clasificó | No clasificó | No clasificó |
| 2013  | Fase de grupos   | 3            | 0            | 0            | 3            | 2            | 10           |
| 2015  | No clasificó     | No clasificó | No clasificó | No clasificó | No clasificó | No clasificó | No clasificó |
| 2017  | No clasificó     | No clasificó | No clasificó | No clasificó | No clasificó | No clasificó | No clasificó |
| 2019  | No clasificó     | No clasificó | No clasificó | No clasificó | No clasificó | No clasificó | No clasificó |
| Total | 3/18             | 10           | 2            | 1            | 7            | 10           | 26           |

### Campeonato AFC U-16
| Año   | Ronda            | J            | G            | E1           | P            | GF           | GC           |
| ----- | ---------------- | ------------ | ------------ | ------------ | ------------ | ------------ | ------------ |
| 1986  | No clasificó     | No clasificó | No clasificó | No clasificó | No clasificó | No clasificó | No clasificó |
| 1988  | No clasificó     | No clasificó | No clasificó | No clasificó | No clasificó | No clasificó | No clasificó |
| 1990  | Finalista        | 5            | 3            | 1            | 1            | 1            | 10           |
| 1992  | Fase de grupos   | 3            | 0            | 1            | 2            | 3            | 5            |
| 1994  | 2.ª Ronda        | 4            | 1            | 2            | 1            | 10           | 9            |
| 1996  | No clasificó     | No clasificó | No clasificó | No clasificó | No clasificó | No clasificó | No clasificó |
| 1998  | No clasificó     | No clasificó | No clasificó | No clasificó | No clasificó | No clasificó | No clasificó |
| 2000  | No clasificó     | No clasificó | No clasificó | No clasificó | No clasificó | No clasificó | No clasificó |
| 2002  | Cuartos de final | 4            | 1            | 1            | 2            | 5            | 7            |
| 2004  | No clasificó     | No clasificó | No clasificó | No clasificó | No clasificó | No clasificó | No clasificó |
| 2006  | No clasificó     | No clasificó | No clasificó | No clasificó | No clasificó | No clasificó | No clasificó |
| 2008  | 3.er lugar       | 4            | 2            | 0            | 2            | 7            | 13           |
| 2010  | Cuartos de final | 4            |              |              |              |              |              |
| 2012  | No clasificó     | No clasificó | No clasificó | No clasificó | No clasificó | No clasificó | No clasificó |
| 2014  | No clasificó     | No clasificó | No clasificó | No clasificó | No clasificó | No clasificó | No clasificó |
| Total | 5/12             | 20           | 7            | 5            | 8            | 25           | 44           |

1- Los empates incluyen los partidos decididos por penales.

## Jugadores

### Premios Individuales

#### Copa de Naciones Árabes Sub-17
| Año  | Nombre             | Premio        |
| 2009 | Nasser Abdulla     | Mejor Portero |
| 2008 | Abdullah Essa      | Goleador      |
| 2006 | Ahmed Khalil       | Goleador      |
| 2003 | Mohammed Al Shehhi | Goleador      |
| ---- | ------------------ | ------------- |